# Sheila Larken
Sheila Larken (ur. 24 lutego 1944 w Nowym Jorku) – amerykańska aktorka telewizyjna i filmowa. Choć wystąpiła w ponad sześćdziesięciu produkcjach, znana jest najlepiej jako Margaret Scully (matka Dany Scully) w serialu Z archiwum X.
Oprócz powyższego, zagrała w wielu innych popularnych serialach, w tym m.in. Mroczne dziedzictwo, Po tamtej stronie, Dzień za dniem, Doogie Howser, lekarz medycyny, Prawnicy z Miasta Aniołów, Autostrada do nieba, Cagney i Lacey, Domek na prerii, Dallas, Starsky i Hutch oraz Bonanza.
Prywatnie jest żoną producenta i reżysera; Roberta Goodwina, z którym ma dwóch dorosłych synów (Jessego i Matthew). Jesse Goodwin również próbował swoich sił w przemyśle filmowym jako nadzorujący oprawę muzyczną. Larken wraz z mężem mieszka w Bellingham, w amerykańskim stanie Waszyngton.